# 陸無雙
陸無雙是金庸小說《神鵰俠侶》中的人物，程英的表妹，古墓派李莫愁的弟子。性格任性、聰明伶俐、因跛脚而有點小自卑。戀慕楊過多時，最終卻與程英以及楊過結拜為兄妹。
登場回數：(神)1-2、7-10、15-16、29-32、38-40

## 生平
陸無雙在八歲時遭仇家「赤練仙子」李莫愁滅門，自己卻因身上帶著李莫愁送給她伯父陸展元的手帕而得以倖存。
被李莫愁捉去後，為保性命而委曲求全，假意向李莫愁拜師學藝，而師姐洪凌波也處處維護著她，令她免了不少辱駡。師徒二人各自有所顧忌，於十數年間，只傳授一些古墓派基本武功，並沒有建立些許師徒之情。由於滅門當日左腿曾斷骨，接合時又失於護理，以致雙腳長短不一，行動和打鬥時極不方便。
趁著李莫愁師徒出外尋找《玉女心經》時逃脫，並一併將含有「赤練神掌」和「冰魄銀針」毒性之解法的《五毒秘傳》帶走。在途中結識了古墓派楊過，兩人同行時，常以「傻蛋」、「媳婦兒」互相戲稱。
與楊過一起逃避李莫愁的追趕，於北方關陝道上和失散多年的表姐程英相聚。
在深山茅蘆養傷時再遇楊過，那時發現自己已漸漸喜歡上他。又因郭芙砍掉楊過右手而對之憤恨非常。楊過在絕情谷和古墓派第三代掌門人小龍女失散後，便與程英、無雙結拜為義兄妹。
由於本身學得古墓派基本功，故而得楊過傳授該派最上乘武學《玉女心經》，晉身一流高手之列。晚年和程英在故居嘉興居住。

## 相關人物
- 伯父： 陸展元
- 伯母：何沅君
- 父：陸立鼎原著
- 母：陸二娘原著
- 師父：李莫愁
- 師叔：小龍女
- 師姐：洪凌波
- 表姐：程英
- 義兄(心上人)：楊過

## 影視形象

### 电视剧
- 1976 覃恩美 香港佳视电视剧《神雕侠侣》
- 1983 陈复生 香港无线电视剧《神雕侠侣》
- 1984 贝心瑜 台湾中视电视剧《神雕侠侣》
- 1995 简佩筠 香港无线电视剧《神雕侠侣》
- 1998 陈毓芸 新加坡电视剧《神雕侠侣》
- 1998 刘孜 台湾台视电视剧《神雕侠侣》
- 2006 杨蕊 中國电视剧《神雕侠侣》
- 2014 孙耀琦、胡顺儿 中國电视剧《神雕侠侣》

### 电影
- 1983 黎燕珊 香港邵氏电影《杨过与小龙女》